# Mina Moes
Mina Moes is een Nederlandse korte film uit 2011 van regisseur Mirjam de With en producent Floor Onrust. De film kreeg in 2012 de Kinderkast-publieksprijs tijdens Cinekid.

## Verhaal
Het verhaal gaat over Mina, een 7-jarig meisje dat een grote fan is van Minnie Mouse. Daarom draagt zij altijd een rode jurk met witte stippen en op haar hoofd Minnie Mouse-oren. Ook op school houdt ze die oren op haar hoofd, maar haar juf en haar moeder vinden dat Mina die oren af moet doen en daarmee moet stoppen. Na een klassenfoto met juf Deksels en haar klasgenoten belt juf Deksels Mina's moeder op en vertelt haar over de oren. Mina's moeder vernielt daarop de oren en gooit ze in de prullenbak, waarna Mina van verdriet naar haar kamer rent. Later krijgt Mina een brief omdat ze heeft meegedaan aan een wedstrijd. Mina heeft door het opsturen van haar klassenfoto een reis gewonnen, waar ze de echte Minnie Mouse mag ontmoeten.

## Rolverdeling
- Kiki Wartena, als Mina Moes
- Meral Polat, als moeder Moes
- Manon Nieuweboer, als juf Deksels
- Sien Diels, als blinde vrouw
- Huug van Tienhoven, als fotograaf

## Trivia
- Mina heeft in deze film ook nog tweelingzusjes, zij worden gespeeld door de tweeling Cagla en Asena Kuk.